# MatematikFessor
MatematikFessor er en af Danmarks største online læringsportaler. MatematikFessor retter sig mod lærere, elever og forældre. Produktet er udviklet af EduLab ApS.
MatematikFessor er et undervisningssystem til alle klassetrin i grundskolen og er samtidig Danmarks mest benyttede digitale fagportal til matematik.
Manden bag EduLab ApS og MatematikFessor er Kasper Holst Hansen. Han solgte virksomheden til Egmont i 2020.
Matematikfessor har fået 4 nye regnevenner, som hjælper med at formidle matematikken: Rod, Kant, Vink og Geo. 